# Carlos Bauverd
Carlos Bauverd, né le 3 janvier 1953 à Madrid, est un sociologue et écrivain vaudois.

## Biographie
Carlos Bauverd passe son enfance en Espagne. De retour en Suisse après des études en sociologie à la Faculté des sciences sociales et politiques de l'Université de Lausanne, Carlos Bauverd s'engage dans l'action humanitaire, devient porte-parole du Comité international de la Croix-Rouge, puis haut fonctionnaire à l'Organisation internationale du travail.
En mai 2002, au lendemain du décès de son père, Carlos Bauverd commence la rédaction d'une lettre adressée à ce père qu'il vient de veiller, relatant ce que fut leur difficile, douloureuse et presque impossible relation.
La lettre posthume que Carlos Bauverd écrit à celui qui l'a élevé dans la haine est publiée par les éditions Phébus en 2003 sous le titre de Post mortem lettre à un père fasciste.

## Sources
- « Carlos Bauverd », sur la base de données des personnalités vaudoises sur la plateforme « Patrinum » de la Bibliothèque cantonale et universitaire de Lausanne.
- Philippe-Jean Catinchi Le Monde 2003/05/30
- Le Temps /04/04/2003/Isabelle Rüf
- Nathalie Crom La Croix 2003/06/12. Catherine Dubuis Domaine public 2005 n° 1679